# جيم دورنان (طبيب نساء)
جيمس كونور دورنان (بالإنجليزية: Jim Dornan)‏ (مواليد 5 فبراير 1948) هو طبيب توليد وأمراض النساء أيرلندي، وهو أيضًا أستاذ مُحاضر على الصعيدين الوطني والدولي، كما يترأس مؤتمرات طب النساء والأجنة في جامعة الملكة بلفاست، ومؤتمرات علوم الصحة والحياة في جامعة أولستر.

## النشأة
ولد دورنان في هوليوود، مقاطعة داون، أيرلندا الشمالية. وكان والده، ويسمى أيضًا جيم، محاسبًا يشغل منصب المدير العام لمعهد أيرلندا الشمالية للمعوقين (المعروف سابقًا باسم «معهد المقعدين المؤسسي»). تعتبر والدته، كلير، أول مقدم رعاية صحية مهنية في أيرلندا الشمالية.
التحق دورنان مدرسة بانغور غرمار، ومن هناك استكمل دراسة الطب في جامعة الملكة بلفاست حيث أشرف على دراسته حارث لامكي، وباستر هولاند، وكين هيوستن.

## الحياة المهنية
تخرج دورنان في عام 1973، ثم قضى سنة كاملة في مستشفى مدينة بلفاست قبل أن يبدأ التدريب في مجاله الذي اختاره. في عام 1976 أُعير دورنان إلى جامعة كوينز في كينغستون، كندا كطبيب مقيم متخصص في رعاية فترة ما حول الولادة. ولدى عودته إلى أيرلندا الشمالية، تنقل دورنان بين مستشفيات المقاطعة المقاطعة لاستكمال تدريبه والحصول على مرتبة الشرف من جامعة الملكة بلفاست في عام 1981 لإجراء أبحاثه في التنفس الجنيني.تم تعيينه في عام 1986 كمستشار محاضر، قبل أن يلتحق بالتدريب على يد البروفيسور غراهام هارلي في مستشفى الأمومة الملكي. واصل دورنان اهتماماته البحثية في حين كان مستشارًا بدوام كامل، وهو منصب احتفظ به حتى تقاعده من تلك الخدمة في عام 2012. نشر دورنان أبحاث كثيرة على نطاق واسع استعرضتها مراجعات الأقران حول موضوع تقييم حالة الجنين.
في عام 2004 انتخب دورنان نائبًا أول لرئيس الكلية الملكية لأطباء النساء والتوليد في لندن، بعد أن عمل في مجلسها كزميل للسنوات الخمس السابقة. تحمل دورنان تلك المسؤولية بعد مبادرات الصحة العالمية. كان من بين هذه المبادرات إنشاء قسم التوليد لحالات الطوارئ، وتطوير مهارات للأطباء والقابلات والممرضات على الإنعاش في الحالات الطارئة في البلدان ذات الموارد، بالتعاون مع كلية ليفربول للطب الاستوائي.
بدأ دورنان مؤخرًا في مشروع الكتابة غير الطبيع مع كتابه، «معجزة كل يوم» ليتم نشره في سبتمبر 2013 برعاية دار بلاكستاف للنشر.

## الحياة الشخصية
أنجب جيم ثلاثة أطفال، ليسا، جيسيكا وجيمي (جيمي دورنان) من زواجه من زوجته الأولى، لورنا، التي توفيت بعد معركة مع السرطان. يعيش جيم الآن في بلفاست، أيرلندا الشمالية، ومتزوج من زوجته الثانية سامينا التي تعمل أيضًا كطبيبة توليد وأمراض النساء ومؤيدة قوية لحقوق المرأة. ظهرت سامينا في فيلم وثائقي على قناة بي بي سي ثري، «الإجهاض: سر ذنب أيرلندا؟».